# Aida Grigorjewna Aschcharua
Aida Grigorjewna Aschcharua (russisch Аида Григорьевна Ашхаруа; *  6. September 1940 in Tiflis; † 20. September 2016 in Moskau) war eine sowjetische bzw. abchasische Pianistin und Hochschullehrerin abchasischer Herkunft.

## Leben
Aschcharuas Vater stammte aus einer abchasischen Bauernfamilie und arbeitete als Chauffeur in Abchasien, um während des Großen Terrors nach Tiflis zu gehen.
In Sochumi absolvierte Aschcharua die Musikschule in der Klavier-Klasse bei Jewgeni Girowski, einem Vertreter der St. Petersburger Franz-Liszt-Schule. Darauf studierte sie am Moskauer Staatlichen Gnessin-Musik-Pädagogik-Institut in der Klavier-Fakultät mit Abschluss 1966.
Ab 1966 war Aschcharua Klavierpädagogin an der Sochumier Musikschule. Ab 1970 leitete sie dort den Studienteil und wurde 1972 Direktorin der Musikschule.
Von 1974 bis 1992 war Aschcharua Direktorin der Sochumier Kindermusikschule Nr. 3.
Zum Abschluss der Aspirantur am Moskauer Konservatorium 1979 verteidigte Aschcharua ihre Dissertation über die spirituell-praktische Wirkung der Kunst auf die künstlerisch-assoziative Arbeit der Psyche mit Erfolg für die Promotion zur Kandidatin der philosophischen Wissenschaften. Am Stawropoler Staatlichen Maxim-Gorki-Pädagogik-Institut (SGPI) hielt sie Vorlesungen über Ästhetik.
Ab 2003 war Aschcharua Direktorin der Sochumier Kindermusikschule Nr. 1 (Kowatsch-Kinderkunstschule).
Für das Abchasische Fernsehen führte Aschcharua eine Reihe von Sendungen über die Musikkultur des abchasischen Volkes durch und ebenso für den Hörfunk. In der Abchasischen Staatlichen Philharmonischen Gesellschaft war sie Lektorin.
Aschcharua starb nach langer Krankheit am 20. September 2016 in Moskau.

## Ehrungen, Preise
- Verdiente Kulturarbeiterin Abchasiens[1]
- Abchasischer Orden Achds-Apscha III. Klasse (Orden des Ruhms und der Ehre)[2][6]
- 1. Platz beim Wettbewerb des Verbands der Journalisten Abchasiens für die Sendungen über Dmitri Gulia (2014)[7]